# Waidblatt

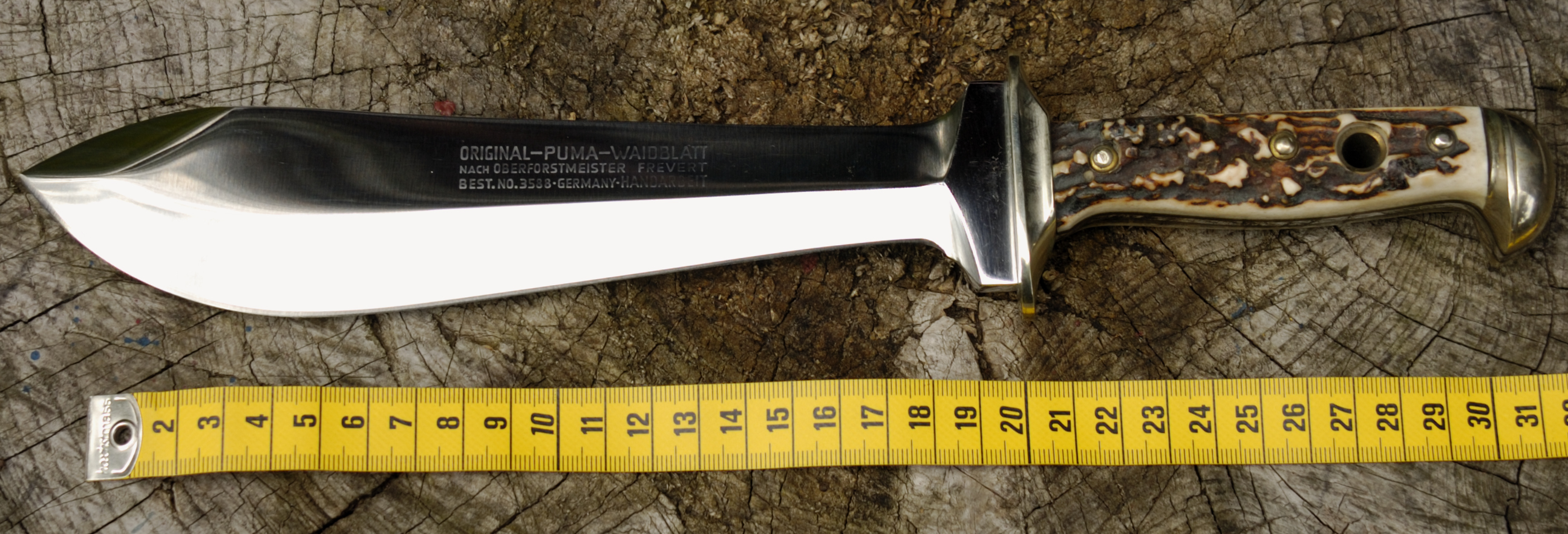
Waidblatt del maestro Walter Frevert della Puma, numero di serie 20271

Il Waidblatt è un grosso coltello da caccia, disegnato per assolvere la funzione di coltello da caccia, coltello da fascina, paloscio e Praxe. Il coltello ha una lunghezza di circa 30 cm, largo e pesante, con lama leggermente smussata o arrotondata. Può essere usato nella caccia grossa.
Il Waidblatt può essere usato per la caccia direttamente solo da persone esperte.
In combinazione con un coltello nicker viene conosciuto come Waidbesteck.